# Пошта (Чилібія, Бузеу)
Пошта (рум. Poșta) — село у повіті Бузеу в Румунії. Входить до складу комуни Чилібія.
Село розташоване на відстані 100 км на північний схід від Бухареста, 17 км на південний схід від Бузеу, 89 км на південний захід від Галаца, 127 км на південний схід від Брашова.

## Населення
За даними перепису населення 2002 року у селі проживали 292 особи, усі — румуни. Усі жителі села рідною мовою назвали румунську.